# Одзеня
Одзѐня (на италиански: Ozegna; на пиемонтски: Osegna, Озеня) е село и община в Метрополен град Торино, регион Пиемонт, Северна Италия. Разположено е на 300 m надморска височина. Към 1 януари 2020 г. населението на общината е 1192 души, от които 41 чужди граждани.